# Philipp Otto zu Salm

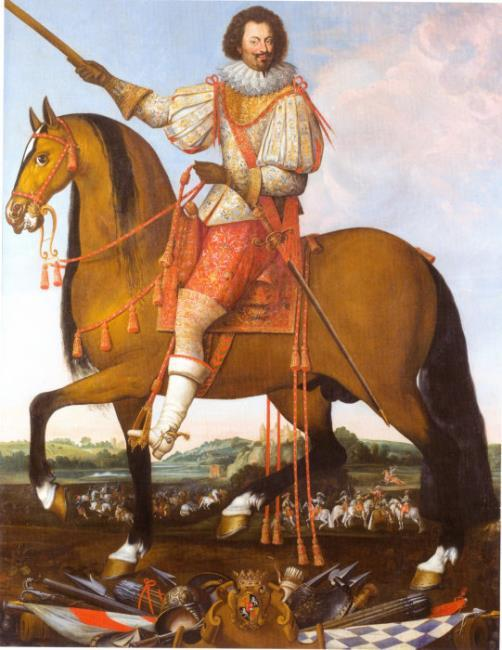
Reiterporträt des Fürsten Philipp Otto zu Salm, gemalt von Claude Deruet, 1622/1623, Burg Anholt

Philipp Otto zu Salm (* 22. Mai 1575; † 23. November 1634 in Neuviller-sur-Moselle) war Wild- und Rheingraf aus dem Adelsgeschlecht Salm und Graf von Salm. Für seine militärischen Verdienste wurde er am 8. Januar 1623 von Kaiser Ferdinand II. in den Reichsfürstenstand erhoben.

## Leben
Philipp Ottos Vater war Friedrich I. Graf zu Salm-Neufville (1545–1608), seine Mutter Franziska Gräfin von Salm-Badenweiler (1545–1587). Sein Halbbruder war der in niederländischen Diensten stehende Kavallerie-General Friedrich Magnus zu Salm. Ursprünglich reformierten Glaubens wurde Philipp Otto 1591 in Rom katholisch. Von 1603 bis 1608 diente er Kaiser Rudolf II. als Obrist und kommandierte sein eigenes Reiterregiment (erst 1400, später 2000 Kürassiere). In den Jahren 1610 und 1611 war er Feldmarschall der ausländischen Truppen in Ungarn. Von 1616 bis 1626 diente er in Frankreich unter Ludwig XIII. als Generalleutnant der deutschen Truppen in der französischen Armee. Gleichzeitig war er kaiserlicher Generalleutnant im Elsass sowie Feldmarschall und kämpfte als solcher gegen die Schweden. 1623 erhob ihn Ferdinand II. in den Reichsfürstenstand. Im Jahr 1629 wurde er zum kaiserlichen Kriegsrat und 1630 zum Gouverneur von Nancy ernannt. Philipp Otto starb an den Blessuren, die er 1634 in der Schlacht bei Nördlingen erlitten hatte. Sein Erbfolger war sein ältester Sohn Ludwig, der 1636 als Rittmeister in einem Regiment unter Ottavio Piccolomini im Französisch-Spanischen Krieg bei Saint-Omer fiel. Diesem folgte der zweitgeborene Sohn, Leopold Philipp Karl Fürst zu Salm (Regierung 1636–1663).

## Familie
Fürst Philipp Otto heiratete am 15. Februar 1616 Christiane von Croy-Aarschot († 17. Januar 1664). Das Paar hatte folgende Kinder:
- Ludwig (* 1618; † 1636), gefallen bei St. Omer
- Leopold Philipp Karl (* 1619 oder 1620; † 15. Dezember 1663) ⚭ 22. Oktober 1641 Gräfin Maria Anna von Bronckhorst-Batenburg (* 4. Mai 1624; † 16. Oktober 1661), Herrin von Anholt
- Isabella (* um 1620), Nonne in Remiremont